# Ten Year Rule

La Ten Year Rule (« Règle de dix ans » en français) était une ligne directrice politique britannique, adoptée en août 1919, qui supposait que l'Empire britannique ne serait ni engagé dans un conflit majeur, ni forcé d'envoyer des corps expéditionnaires aux quatre coins de l'Empire.  Cette ligne fut utilisée pour pouvoir réduire le budget de la Défense et augmenter les dépenses sociales. 